# Jindřich Konečný
Jindřich Konečný (7. července 1940 Leeden Loose – 20. března 2009 Plzeň) byl český a československý básník a aforista, za komunistického režimu disident, jedna z hlavních postav sametové revoluce na Karlovarsku, pak politik, bezpartijní poslanec (respektive poslanec za Občanské fórum) Sněmovny lidu Federálního shromáždění.

## Život
Vyučil se nástrojařem a v této profesi působil až do roku 1990. Mezitím ovšem navíc vystudoval i strojní průmyslovou školu, jazykovou školu, gymnázium, v letech 1965 – 1968 i Večerní univerzitu marxismu-leninismu (prý z recese, nikdy nebyl členem KSČ) a roku 1985 absolvoval obor filozofie na Filozofické fakultě Univerzity Karlovy. Působil jako básník: sbírky Antiskepse (1981), Nápadíky aj. Publikoval v denním tisku, byl autorem aforismů a antologií Melodie (Středisko západočeských spisovatelů, Plzeň, 1991), Milostné mosty (Plzeň, 1992) a Nezabolí jazyk od dobrého slova (Praha, 2005). Jeho synem byl básník Tomáš Konečný (1976 – 2004).
Za komunistického režimu byl disidentem. Podílel se na pašování knih, byl členem koordinačního výboru HOS i Nezávislého mírového sdružení. Byl spolupracovníkem Jiřího Pelikána a Pavla Tigrida. Státní bezpečnost ho obvinila z napojení na exilové centrály a byl odsouzen na dva roky vězení (odseděl si jeden rok na přelomu let 1983 – 1984. Opakovaně pak byl zatýkán preventivně před oslavami státních svátků. V říjnu 1989 patřil k organizátorům prvních protirežimních demonstrací před hlavní poštou v Karlových Varech. Pak patřil mezi hlavní organizátory vzniku Občanského fóra v tomto městě.
Profesně je k roku 1990 uváděn jako dělník-nástrojař ZEZ Praha – závod Stará Role, bytem Horní Blatná.
V lednu 1990 zasedl v rámci procesu kooptací do Federálního shromáždění po sametové revoluci do Sněmovny lidu (volební obvod č. 46 – Karlovy Vary, Západočeský kraj) jako bezpartijní poslanec, respektive poslanec za Občanské fórum. Mandát za OF obhájil ve volbách roku 1990. Po rozpadu Občanského fóra přešel do parlamentního klubu Občanského hnutí. Ve Federálním shromáždění setrval do konce funkčního období, tedy do voleb roku 1992.
Pracoval pak v letech 1992 – 1995 na ministerstvu zahraničních věcí. Zemřel na infarkt v roce 2009 po kratší hospitalizaci v plzeňské fakultní nemocnici, kam byl převezen po náhlé srdeční nevolnosti.